# الخوض
الخوض هي قرية في سلطنة عمان في محافظة مسقط في ولاية السيب.